# Camille Bordas
Pour les articles homonymes, voir Bordas.
Camille Bordas, née en 1987 à Lyon, est une écrivaine française.

## Biographie
Camille Bordas passe son enfance entre la France et le Mexique puis fait des études d'anthropologie/histoire de l'art à Paris,. Elle publie ses deux premiers romans aux éditions Joëlle Losfeld, livres remarqués par la critique,, et pour lesquels elle reçoit notamment le prix du deuxième roman pour Partie commune en 2012.
Elle part ensuite s'installer aux États-Unis à Chicago en 2012 avec son mari, Adam Levin, un écrivain américain, où elle publie une courte nouvelle, Most Die Young, dans The New Yorker, puis son premier roman écrit en anglais en 2017, How to Behave in a Crowd, a Novel.
Elle en assure elle-même la traduction en français, qui paraît en 2019 aux éditions Inculte sous le titre Isidore et les autres.
Elle est professeure assistante à l'Université de Floride où elle enseigne la création littéraire.

## Œuvre
- 2009 : Les Treize Desserts[2], Joëlle Losfeld  (ISBN 9782070787746)
- 2011 : Partie commune, Joëlle Losfeld  (ISBN 9782072449307)
- 2017 : How to Behave in a Crowd, a Novel, éd. Tim Duggan Books/Random House,  (ISBN 978-0451497543).
- 2019 : Isidore et les autres, Inculte Éditions  (ISBN 9782360840212)
- 2020 : Faits extraordinaires à propos de la vision des couleurs, Inculte Éditions  (ISBN 9782360840496)
- 2025 : Des inconnus à qui parler, Denoël (ISBN 9782207182277)

## Prix littéraires et sélections
- 2010 : Prix Jean-Claude-Izzo de Lire à Limoges pour Les Treize Desserts[8] ainsi que le prix du département du Rhône et la Bourse Thyde-Monnier de la Société des gens de lettres.
- 2012 : Prix du deuxième roman pour Partie commune décerné par l'association « Lecture en tête[9] »
- 2025 : Des inconnus à qui parler dans la première sélection du Prix littéraire du Monde[10].